# زبانک
زبانک یا تسمک (به انگلیسی: Ligule) زائده کوچکی در محل اتصال برگ و برگچه بسیاری از گندمیان و جگنیان است. زبانک همچنین گسترش تسمه-شکل جام گل در گیاهانی همانند گل مروارید از تیره کاسنیان است.